# Josip Ujčić
Josip Ujčić (Stari Pazin, 10. veljače 1880. – Beograd, 24. ožujka 1964.) bio je beogradski nadbiskup, koncilski otac i član Središnjeg vijeća za pripremu Drugoga vatikanskog sabora.

## Životopis
Rođen je 10. veljače 1880. godine u Starom Pazinu. Završivši teološki fakultet u Gorici postaje svećenikom 1902. godine. Nakon što je zaređen nastavlja studirati teologiju u Beču, te doktorira disertacijom Historia glagolicae speciali cum respectu ad decreta pontificia.
Nakon doktorata vratio se u nazad u domovinu, i počeo predavati na Goričkoj bogosloviji, a od 1912. do 1919. godine bio je dvorski kapelan na carskom dvoru, ravnatelj zavoda Augustineum i profesor na bečkom teološkom fakultetu, zatim profesor moralne teologije na novoosnovanom Bogoslovskom fakultetu u Ljubljani do 1936. godine, kada je imenovan beogradskim nadbiskupom i banatskim apostolskim administratorom.
U teškom ratnom i poratnom razdoblju pomagao je ne samo katoličkim vjernicima svoje nadbiskupije, nego se zauzimao za sve, koji su  se njemu direktno ili preki posrednika obraćali za pomoć - bez obzira na vjeru ili naciju; to je činio najviše puta u tijesnoj suradnji sa nadbiskupom Stepincem. Tako su usprkos malih mogućnosti ipak spašavali također progonjene Srbe u NDH ili Židove.
Bio je predsjednikom Biskupske konferencije Jugoslavije (1948. – 1961.) Zauzimao se za uređenje odnosa između Crkve i države, a sudjelovao je u pripremama i radu Drugoga vatikanskoga sabora. Umro je pred kraj koncila od bolesti 24. ožujka 1964. godine, pokopan je u crkvi Krista Kralja u Beogradu.

## Zanimljivosti
Po tvrdnji beogradskog nadbiskupa i metropolita Stanislava Hočevara, nadbiskup Josip Ujčić koji je u Beogradu stolovao 28 godina, nikada se nije susreo s patrijarhom SPC što je u ono vrijeme bilo čudno s obzirom na ekumensko djelovanje njegova predhodnika, Rafaela Rodića, prvog nadbiskupa Beogradskog, također Hrvata po podrijetlu.
Na dan konsekracije - 7. prosinca 1924 - novi je nadbiskup Ivan Rafael Rodić pročitao u crkvi svoju prvu okružnicu koja nosi izrazito ekumenski karakter. Ipak to nije bio ekumenizam u današnjem smislu - a tada u tom smislu nije bilo ni susreta visokih kršćanskih ličnosti.

## Vanjske poveznice
- Ujčić, Josip, nadškof, životopis na slovenskom
- Po meni si rođen plodovima Beogradska nadbiskupija

| Prethodnik Ivan Rafael Rodić | Beogradski nadbiskup (1936.—1964.) | Nasljednik Gabrijel Bukatko |

| Prethodnik Ivan Rafael Rodić | Zrenjaninski apostoslski administrator (1936.-1964.) | Nasljednik Gabrijel Bukatko |